# Sinophorus columbiensis
Sinophorus columbiensis là một loài tò vò trong họ Ichneumonidae.